# La Passagère (film, 2022)
Pour les articles homonymes, voir La Passagère.
Pour plus de détails, voir Fiche technique et Distribution.
La Passagère est un drame romantique français réalisé par Héloïse Pelloquet et sorti en 2022.

## Synopsis
Chiara (Cécile de France), une Belge quadragénaire, vit sur une petite île de la côte atlantique. Mariée à Antoine depuis vingt ans, elle travaille avec lui au sein d'une coopérative de pêcheurs marins et s'est totalement intégrée dans sa nouvelle famille d'accueil. Le couple engage un nouvel apprenti, Maxence (Félix Lefebvre), un jeune homme de bonne famille et sans expérience qui loge temporairement chez eux. Chiara est peu à peu être séduite par l'adolescent et en tombe amoureuse. Au cours d'une fête de mariage où elle a trop bu, Chiara a une première relation sexuelle furtive avec Maxence. Elle décide immédiatement de ne pas donner suite et, sans rien avouer à Antoine, demande que son jeune amant quitte le domicile conjugal. Mais lors de l'absence d'Antoine durant plusieurs jours, Chiara et Maxence vivent pleinement leur relation amoureuse dans le secret, avec de réels moments de bonheur intense. Les amis d'Antoine comprennent rapidement la situation et Chiara est mise à l'écart du groupe, rejetée par tous les amis d'Antoine. À la suite d'une rixe avec les enfants du village, elle demande à Maxence de quitter l'île, mais au dernier moment elle le rejoint sur le ferry, laissant toute sa vie derrière elle. Après trois mois sans donner de nouvelle, Chiara est séparée de Maxence et elle retrouve Antoine pour la première fois chez un avocat pour leur divorce par consentement mutuel. L'un et l'autre sont calmes et sans rancœur, et c'est l'occasion pour Chiara de dire à Antoine en face qu'elle les a aimés tous les deux, mais qu'elle n'a jamais été aussi heureuse qu'avec Maxence.

## Fiche technique
- Titre original : La Passagère
- Réalisation : Héloïse Pelloquet
- Scénario : Héloïse Pelloquet et Rémi Brachet
- Musique : Maxence Dussère
- Photographie : Augustin Barbaroux
- Montage : Clémence Diard
- Décors : Anne-Sophie Delseries
- Costumes : Caroline Spieth
- Production : Pascal Caucheteux, Grégoire Sorlat et Melissa Malinbaum
- Société de production : Why Not Productions et Face Nord Films
- Société de distribution : BAC Films et Wild Bunch
- Pays de production :  France
- Langue originale : français
- Format : couleur — 2,35:1
- Genre : Drame romantique
- Durée : 95 minutes
- Dates de sortie :
  - France :
    - 28 août 2022 (Angoulême)
    - 28 décembre 2022 (en salles)

## Distribution
- Cécile de France : Chiara, marin-pêcheur
- Félix Lefebvre : Maxence
- Imane Laurence : Océane
- Caroline Ferrus : l'employée du ferry
- Françoise Gillard : mère de Maxence
- Grégoire Monsaingeon : Antoine, mari de Chiara, marin-pêcheur
- Jean-Pierre Couton : Tony
- Ghislaine Girard : Béatrice, épouse de Tony
- Josée Lambert : la voisine âgée

## Autour du film
- Le titre du film, La Passagère, selon sa réalisatrice, exprime le fait que Chiara n'est que de passage dans un milieu social qui l'identifie en tant qu'épouse et finira par la rejeter en tant qu'amante[1].